# Copytest (Werbepraxis)
Ein Copytest ist ein Einstellungstest, mit dem Werbeagenturen die Eignung von Nachwuchskräften – vor allem Werbetextern – prüfen.
Da es in diesem Bereich viele Quereinsteiger ohne eigene Arbeitsproben gibt, nutzen insbesondere große Werbeagenturen Copytests zur Vorauswahl vor einem persönlichen Bewerbungsgespräch. Im Test muss der Bewerber mehrere realitätsnahe Aufgaben aus der Werbepraxis, meist in schriftlicher Form, bearbeiten. Außer der Kreativität soll mit dem Copytest oft auch die Kompatibilität etwa in Bezug auf den Stil des Unternehmens festgestellt werden.
Der Begriff Copytest stammt von der Bezeichnung Copy für den Fließtext nach der Headline einer Anzeige.